# Judi Dench
Dame Judith Olivia "Judi" Dench, CH, DBE (North Yorkshire, 9 de dezembro de 1934) é uma atriz britânica, vencedora do Oscar e do BAFTA. Quando tinha treze anos, entrou para a The Mount School, em York. Hoje, é patronesse da Friends' School Saffron Walden.
Em 1971, casou-se com o ator britânico Michael Williams, com quem teve uma filha, Tara Cressilda Williams (conhecida como "Finty Williams"), em 24 de Setembro de 1972. Sua filha tornou-se, mais tarde, atriz como a mãe. Judi estreou com o marido no sitcom inglês A Fine Romance. Michael Williams morreu de câncer no pulmão aos 65 anos, em 2001.
Dench recebeu muitas indicações e prémios pelas suas atuações em teatro, cinema e televisão; os seus prémios incluem seis BAFTA, seis Olivier Awards, dois Screen Actors Guild Awards, dois Globos de Ouro, um prémio da Academia, e um Tony Award. Ela também recebeu o BAFTA Fellowship (2001) e o Olivier Award Especial (2004). Ela foi feita uma OBE em 1970 e Dame of the British Empire (DBE), em 1998, pela rainha Elizabeth II pelos seus serviços às artes do espetáculo. Em 2005, foi nomeada uma Companion of Honour (CH). As muitas aparições de Dench na televisão incluem As Time Goes By e  A Fine Romance. Tem dirigido peças, também.

## Biografia
Judith Olivia Dench nasceu na região de Heworth, em Iorque, em 9 de dezembro de 1934. É filha de mãe irlandesa e pai inglês. Sua mãe, Eleanora Olive Jones, nasceu em Dublin e seu pai, Reginald Arthur Dench, era um médico de Dorset que cresceu em Dublin, que lutou na Frente Ocidental na Primeira Guerra Mundial. Os seus pais conheceram-se quando estudavam na Trinity College em Dublin.
Judi frequentou a Mount School, uma escola secundária privada de denominação Quaker em Iorque, e converteu-se a essa religião. Ela tinha dois irmãos mais velhos chamados Peter (1925–2017) e Jeffrey (1928–2014), sendo este também ator. Ela é prima dos atores australianos Rebekah Elmaloglou e Sebastian Elmaloglou. A sua sobrinha, Emma Dench, é uma historiadora da Roma Antiga. Em outubro de 2021, Judi participou no programa Who Do You Think You Are?, onde foi revelado que ela é descendente da família aristocrática dinamarquesa Billie.
Através dos seus pais, Judi teve contacto regular com o teatro: o seu pai era diretor artístico do York Theatre Royal e a sua mãe era chefe do guarda-roupa. Era frequente o casal receber atores na sua casa. Durante estes anos, Judi participou em três peças. Apesar de ter começado por estudar design de cenários, Judi acabou por se inscrever na mesma escola de teatro do irmão, a Central School of Speech and Drama. Judi também ficou inspirada depois de ver a peça Cleopatra com Peggy Ashcroft que diz ter mudado a sua vida. Enquanto estudou na Central School of Speech and Drama, que na altura ficava no Royal Albert Hall, Judi foi colega de Vanessa Redgrave e conquistou vários prémios, incluindo a medalha de ouro de melhor aluna.

## Carreira

### 1957–1969: Teatro
Dench construiu uma boa reputação, de uma das melhores atrizes da história pós-Segunda Guerra Mundial, principalmente por seu trabalho no teatro, seu maior forte em toda sua carreira. O primeiro papel profissional de Judy Dench surgiu em setembro de 1957 na Old Vic Company. A atriz interpretou Ophelia em Hamlet no Royal Court Theatre em Liverpool. Um crítico do London Evening Standard escreveu que Judy tinha "talento que será melhor aproveitado quando ela adquirir alguma técnica para o acompanhar". A atriz estreou-se nos teatros londrinos com a mesma companhia, onde permaneceu durante quatro temporadas entre 1957 e 1961. Os papéis que interpretou incluíram Katherine em Henrique V em 1958 (que marcou a sua estreia nos palcos de Nova Iorque) e Julieta em Romeu e Julieta em 1960, sendo ambas as peças encenadas por Franco Zeffirelli. Durante esta época, Judy fez digressões nos Estados Unidos e no Canadá e trabalhou em peças na Jugoslávia e no Festival Fringe em Edimburgo. Ela juntou-se à Royal Shakespeare Company em dezembro de 1961 e interpretou o papel de Anya na peça The Cherry Orchard no Aldwych Theatre em Londres. Em abril do ano seguinte, trabalhou pela primeira vez em Stratford-upon-Avon na peça Measure for Measure onde interpretou o papel de Isabella. Nos anos seguintes, trabalhou no seu repertório com as companhias de teatro Playhouse em Nottingham e Playhouse Company em Oxford.

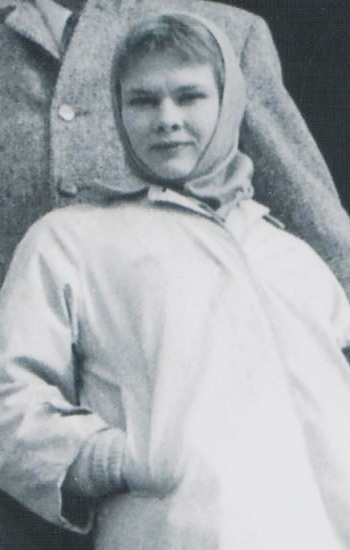
Judy Dench durante uma digressão da Old Vic na Sérvia em 1959

Em 1964, Judy estreou-se na televisão no papel de Valentine Wannop na adaptação da Theatre 625 de Parade's End numa minissérie de três episódios. No mesmo ano, participou ainda na série policial Z-Cars e estreou-se no cinema com o filme The Third Secret. No ano seguinte, teve um pequeno papel no filme A Study in Terror, um filme baseado nas personagens de Sherlock Holmes, mas com uma história original, onde trabalhou com o seu colega da Nottingham Playhouse, John Neville. Judy voltou a trabalhar com a Theatre 625 em 1966 na minissérie de quatro episódios Talking to a Stranger. Este papel valeu-lhe o seu primeiro prémio BAFTA de Melhor Atriz. Em 1966, o prémio BAFTA de Estreante Mais Promissora no Cinema foi criado para Judy graças ao seu desempenho em Four in the Morning e a atriz voltou a vencer este prémio na categoria de Melhor Atriz pelo seu papel no drama Talking to a Stranger da BBC.
Em 1968, Judy foi escolhida para o papel de Sally Bowles no musical Cabaret. Sheridan Morley disse mais tarde: "Ao início, ela pensava que estávamos a brincar. Ela nunca tinha feito um musical e ela tem uma voz rouca pouco comum que faz parecer que ela está sempre constipada. Tinha tanto medo de cantar em público que fez a audição nos bastidores do teatro e deixou os pianistas sozinhos no palco". No entanto, quando a peça estreou no Palace Theatre em fevereiro de 1968, Frank Marcus, um crítico da Plays and Players comentou que: "Ela canta bem. A canção que dá o título à peça em particular é cantada com muito sentimento."
Ao longo da sua carreira, recebeu  o Oscar de Melhor Atriz Coadjuvante por sua atuação em "Shakespeare in Love", de 1998, e indicada à estatueta sete outras vezes: cinco das quais como Melhor Atriz, pelas suas interpretações em "Mrs. Brown", de 1997;  "Iris", de 2001;  "Mrs. Henderson Presents", de 2005; "Notes on a Scandal", de 2006; " Philomena", de 2013 e duas nomeações como Melhor Atriz Coadjuvante, por "Chocolat", de 2000 e “Belfast”, de 2021.
Pela Academia Britânica (BAFTA), já foi agraciada com 7 prémios de Melhor Atriz e indicada a mais outras 8 premiações.
Em 2004, Judi deu sua voz à personagem M para os jogos de videogame Everything or Nothing e GoldenEye: Rogue Agent. E em 2008 deu sua voz e aparência no jogo Quantum of Solace (jogo eletrônico). Também emprestou a voz como narradora na atração Spaceship Earth (Epcot) em 2007.
Aos setenta anos, Dench continua a grande jóia do teatro de Londres. É várias vezes comparada e contrastada com Maggie Smith, outra grande atriz britânica da mesma geração, com quem apareceu em vários filmes e no palco com Breath of Life, de David Hare.
Em 2016, aos 81 anos fez a sua primeira tatuagem "Carpe Diem", no punho direito.

## Filmografia
- A Room with a View (1985)
- 84 Charing Cross Road (1987)
- A Handful of Dust (1988)
- Henry V (1989)
- 007 contra GoldenEye (1995)
- 007 - O Amanhã Nunca Morre (1997)
- Mrs. Brown (1997; também conhecido como Her Majesty, Mrs. Brown)
- Shakespeare in Love (1998)
- Tea with Mussolini (1999)
- 007 - O Mundo Não É O Bastante (1999)
- Chocolat (2000)
- Iris (2001)
- The Shipping News (2001)
- 007 - Um Novo Dia Para Morrer (2002)
- The Chronicles of Riddick (2004)
- Ladies in Lavender (2004)
- Pride & Prejudice (2005)
- Mrs. Henderson Presents (2005)
- Notes on a Scandal (2006)
- 007 - Cassino Royale (2006)
- Cranford (2007)
- 007 - Quantum of Solace (2008)
- Nine (2009)
- Jane Eyre (2011)
- Sete Dias com Marilyn (2012)
- The Best Exotic Marigold Hotel (2012)
- 007 - Operação Skyfall (2012)
- Philomena (2013)
- Um Amor de Estimação (2015)
- The Second Best Exotic Marigold Hotel (2015)
- 007 contra Spectre (2015)
- Miss Peregrine's Home for Peculiar Children (2016)
- Murder on the Orient Express (2017)
- Victoria & Abdul (2017)
- All Is True (2018)
- Red Joan (2019)
- Cats (filme de 2019) personagem Old Deuteronomy (2019)
- Belfast (2021)

## Discografia
- A Midsummer Night Dream (1995) Com Felix Mendelssohn. Conduzido por Seiji Ozawa.

## Prêmios e Indicações

#### Oscar
| Ano  | Categoria                | Indicação               | Notas    |
| ---- | ------------------------ | ----------------------- | -------- |
| 1998 | Melhor Atriz             | Mrs. Brown              | Indicado |
| 1999 | Melhor Atriz Coadjuvante | Shakespeare in Love     | Venceu   |
| 2001 | Melhor Atriz Coadjuvante | Chocolat                | Indicado |
| 2002 | Melhor Atriz             | Iris                    | Indicado |
| 2006 | Melhor Atriz             | Mrs. Henderson Presents | Indicado |
| 2007 | Melhor Atriz             | Notes on a Scandal      | Indicado |
| 2014 | Melhor Atriz             | Philomena               | Indicado |
| 2022 | Melhor Atriz Coadjuvante | Belfast                 | Indicado |

#### Emmy Awards
| Ano  | Categoria                               | Indicação                         | Notas    |
| ---- | --------------------------------------- | --------------------------------- | -------- |
| 2001 | Melhor Atriz em Minissérie ou Telefilme | The Last of the Blonde Bombshells | Indicado |
| 2008 | Melhor Atriz em Minissérie ou Telefilme | Cranford                          | Indicado |
| 2010 | Melhor Atriz em Minissérie ou Telefilme | Return to Cranford                | Indicado |

#### Globo de Ouro
| Ano  | Categoria                                   | Indicação                         | Notas    |
| ---- | ------------------------------------------- | --------------------------------- | -------- |
| 1998 | Melhor Atriz em Filme Dramático             | Mrs. Brown                        | Venceu   |
| 1999 | Melhor Atriz Coadjuvante em Cinema          | Shakespeare in Love               | Indicado |
| 2001 | Melhor Atriz Coadjuvante em Cinema          | Chocolat                          | Indicado |
| 2001 | Melhor Atriz em Minissérie ou Telefilme     | The Last of the Blonde Bombshells | Venceu   |
| 2002 | Melhor Atriz em Filme Dramático             | Iris                              | Indicado |
| 2006 | Melhor Atriz em Filme de Comédia ou Musical | Mrs. Henderson Presents           | Indicado |
| 2009 | Melhor Atriz em Minissérie ou Telefilme     | Cranford                          | Indicado |
| 2011 | Melhor Atriz em Minissérie ou Telefilme     | Return to Cranford                | Indicado |
| 2013 | Melhor Atriz em Filme de Comédia ou Musical | The Best Exotic Marigold Hotel    | Indicado |
| 2014 | Melhor Atriz em Filme Dramático             | Philomena                         | Indicado |
| 2018 | Melhor Atriz em Filme de Comédia ou Musical | Victoria & Abdul                  | Indicado |